# ナイロン・ボンバーズ
ナイロン・ボンバーズ（Nilon Bombers）は、イングランド・チェルトナム出身のロック・バンド。1992年に結成、ブリットポップ期の1995年にシングル「Cleo」でデビュー。1996年にキム・フォーリーのプロデュースによる唯一のフル・アルバム『バード』を発表。本作収録のシングル「スーパースター」は全英シングルチャートで96位にランクインしたが、本国でも日本でもアルバムの売上げが振るわず解散。

## 日本語版「スーパースター」
いつ忘れ去られてもおかしくないほど地味なバンドではあったが、このバンドが一部で印象深いバンドとして残っているのは、日本のために録音された「スーパースター (Japanese Version)」によるものである。この曲はそもそもサビで自分たちにとっての有名人の名前を羅列して歌っているものだったが、日本版では主に以下の有名人?が片言の日本語で歌われている（以下、原文のまま）。
- イチロー、スーパースター、シュワちゃん、ゴジラ、勝新、アラレちゃん、スーパーマリオ、ウルトラマン、鉄腕アトム、セーラームーン、タケシ、ミシマ、黒澤明、ちびまるこ、タランティーノ、ジェームス・ディーン、小津安二郎、山口百恵、ドラえもん、三船敏郎、石原裕次郎、ジョン・トラボルタ、スマップのキムタク、カート・コバーン、宮沢りえ、オグリキャップ、ヤワラちゃん、サディスティック・ミカ・バンド、鉄火巻、ハローキティ

このほか「ジョニー・ウー」という人物が特定できない呼称も歌われている（ジョン・ウーのことか?）。
このあまりの馬鹿らしさが一部で話題となり、スピッツやキリンジ、松村邦洋のラジオでも紹介されたことがある。このバージョンはアルバム『バード』とシングル「スーパースター」の日本盤ボーナストラックとして収録されている。
ちなみに、前述の歌詞の人名部分を当時の『松村邦洋のオールナイトニッポン』でネタにされていた有名人に変更したバージョンも存在し、同番組でオンエアされ、非売品ではあるが8cmCDも製造された（パイオニアLDC（株）品番LPR-209）。
- オザケン、スーパースター、和田勉、みのもんた、篠原涼子、福留功男、江川紹子、アンパンマン、藤田朋子、野村沙知代、佐藤パンチ、チャック・ウィルソン、卓球少女あいちゃん、ヤン坊・マー坊、泉ピン子、ともさかりえ、はたけ（シャ乱Q）、高木ブー、My Little Lover、掛布 、蛭子能収、スマップのキムタク、神田うの、楠田枝里子、千昌夫、伊東パンチョ、橋本龍太郎、和久井映見、久米宏

他に、オーストラリア向けの英語バージョンもあるらしい。

## ディスコグラフィ

### スタジオ・アルバム
- 『ナイロン・ボンバーズ』 - Nilon Bombers (1995年、Almo Sounds)
- 『バード』 - Bird (1996年、Almo Sounds)

### シングル
- "Cleo" (1995年)
- "Cracked" (1995年)
- 「スーパースター」 - "Superstar" (1996年) ※全英 96位[1]
- 「アイム・ノット・ビルト・フォー・ディス」 - "I'm Not Built for This" (1996年)